# Kulturzentrum Bahnhof-Langendreer

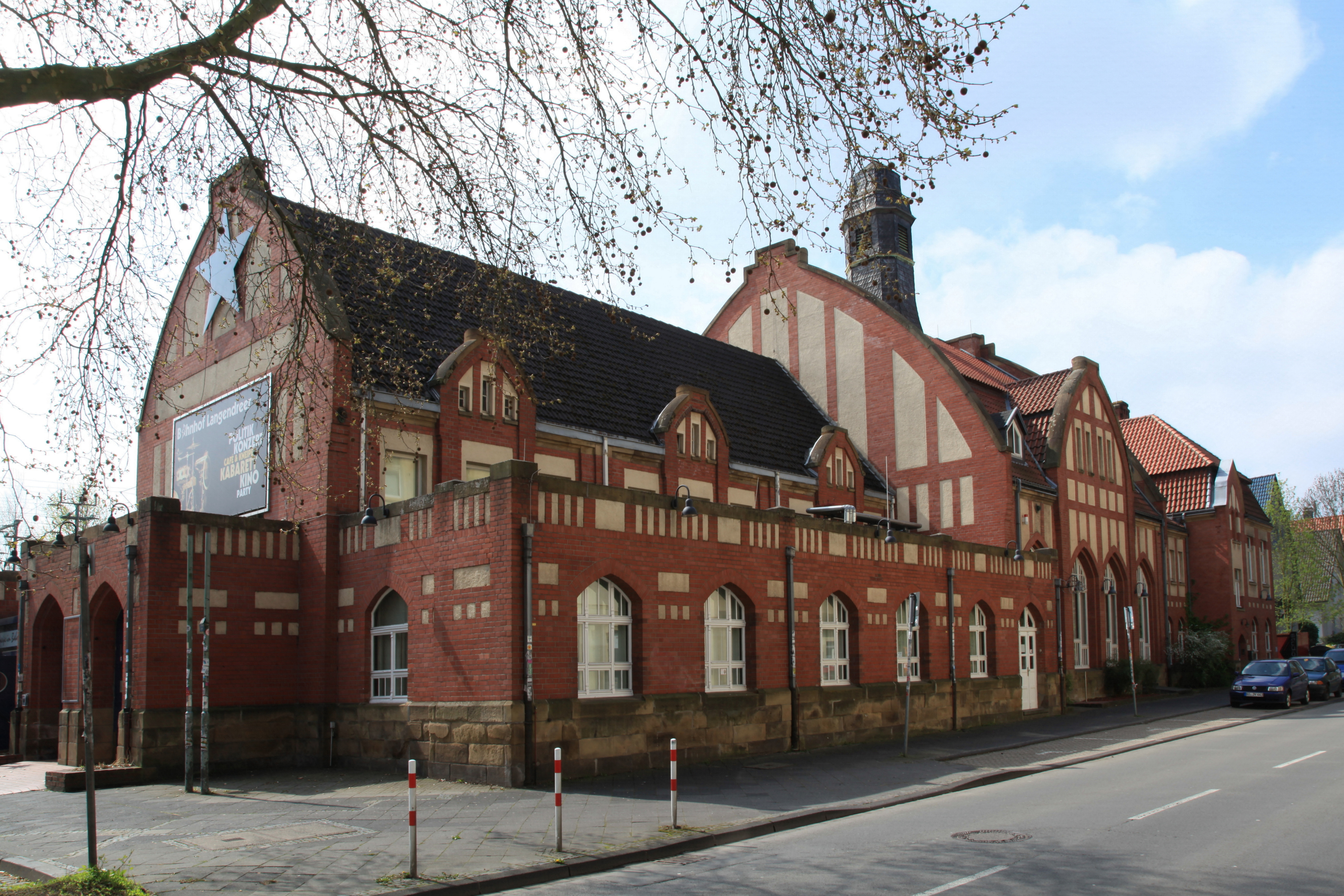
Kulturbahnhof Langendreer, Bochum

Das Kulturzentrum Bahnhof-Langendreer ist ein überregional bekanntes soziokulturelles Zentrum im Ruhrgebiet. Es befindet sich im Bochumer Stadtteil Langendreer im ehemaligen Empfangsgebäude des dortigen Bahnhofs.
1907 bis 1908 wurde der Bau im modifizierten Jugendstil nach den Plänen des Architekten Schlomeyer als Ersatz zweier alter Bahnhofsgebäude errichtet. 1984 hatte er ausgedient und wurde aufgelassen. Der Abriss konnte durch eine Bürgerinitiative verhindert werden, diese führte auch die umfangreiche Renovierung durch. 1986 wurde das Gebäude unter Denkmalschutz gestellt und ist eine Sehenswürdigkeit auf der Route der Industriekultur.
Es beherbergt Gastronomie (in den einstigen Gepäckräumen), zwei Konzert- und Veranstaltungshallen, ein Cafe, ein Arthouse- und Programmkino (endstation.kino) sowie Versammlungsräume. Das Zentrum wird in Selbstverwaltung vom Verein Bahnhof Langendreer e. V. geführt und von der Stadt Bochum durch Zuschüsse mitgetragen. Es ist der Sitz vieler Initiativen und Vereine. Die große Halle dient neben seiner Hauptnutzung als Veranstaltungssaal für diverse Konzerte, Kabarett, Comedy, Lesungen und Kindertheater unter anderem auch für Diskothekenbetrieb und bietet bis zu 600 Personen Platz. Als kleinere Spielstätte gibt es auch noch das "Studio 108" für Veranstaltungen in kleinerem Rahmen.

## Veranstaltungen

### Konzerte

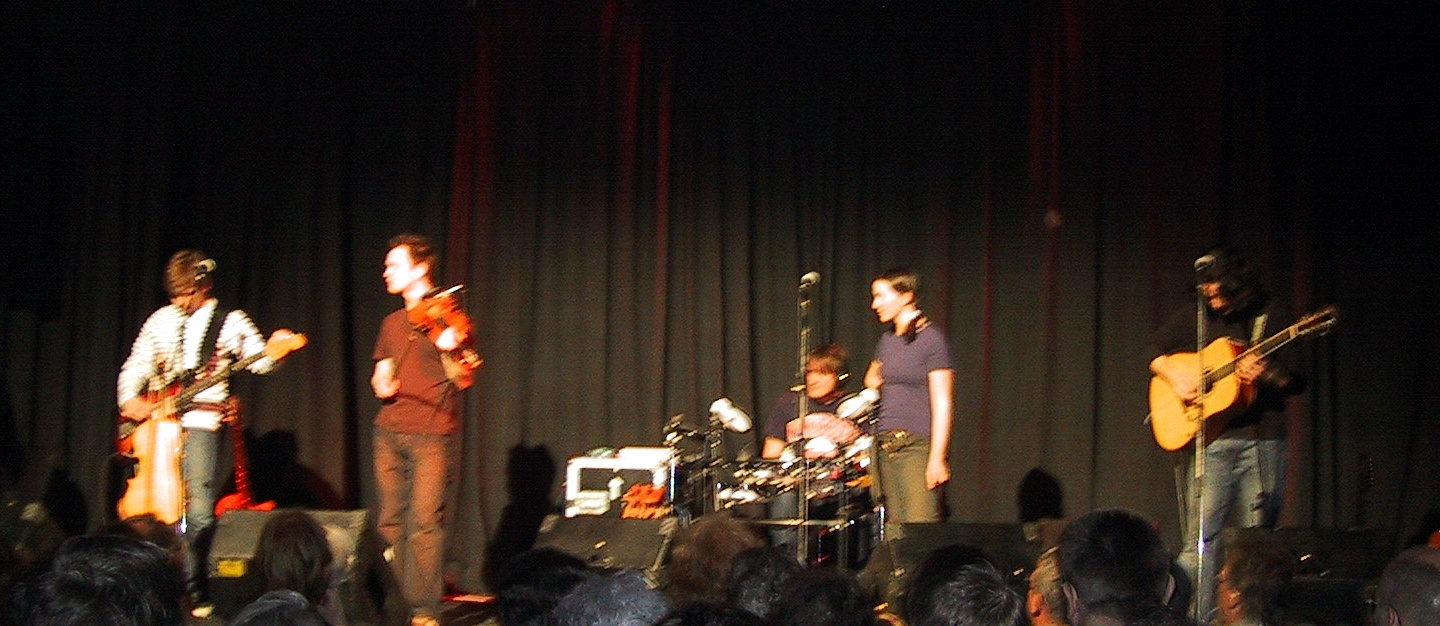
Die schwedische Folk-Band Garmarna beim Auftritt im Kulturbahnhof

Folgende bekannte Bands bzw. Veranstaltungen spielten u. a. bereits im Bahnhof Langendreer:
- Adam Green
- Alpha Boy School
- At the Drive-In
- Black Ash
- Blumfeld
- Cara Dillon
- Chumbawamba
- Editors
- Helge Schneider und Band
- Die Kassierer
- La Vela Puerca
- Les Caméléons
- Ma Valise
- Matinee der Liedersänger vom WDR 5
- Panteón Rococó
- Stereo MCs
- Värttinä
- Egotronic
- Turbostaat

### Ausstellungen
- 2017 Nils Oskamp: "Drei Steine"